# Gmina Bogdaniec
Die Gmina Bogdaniec ist eine Landgemeinde im Powiat Gorzowski der Woiwodschaft Lebus in Polen. Ihr Sitz ist das gleichnamige Dorf (deutsch Dühringshof) mit etwa 1250 Einwohnern.

## Geographie
Die Gemeinde grenzt im Nordosten an die Woiwodschaftshauptstadt Gorzów Wielkopolski (Landsberg). Ihre Süd- und Ostgrenze wird durch die Warthe gebildet.

## Geschichte
Dühringshof wurde 1945 in Bogdaniec umbenannt. Namensgeber war der sowjetische General Semjon Iljitsch Bogdanow, dessen 2. Panzerarmee das Gebiet einnahm.

## Gliederung
Die Landgemeinde (gmina wiejska) Bogdaniec besteht aus folgenden Ortschaften:
- Bogdaniec (Dühringshof)
- Chwałowice (Landsberger Holländer)
- Gostkowice (Gerlachsthal)
- Jasiniec (Johanneshof)
- Jenin (Gennin)
- Jeninek (Genninsch Warthebruch)
- Jeniniec  (Ober Gennin)
- Jeże (Giesen)
- Jeżyki (Giesenaue)
- Krzyszczyna (Cocceji)
- Krzyszczynka (Cocceji-Neuwalde)
- Kwiatkowice (Blumenthal)
- Lubczyno (Ludwigshorst)
- Łupowo (Loppow)
- Motylewo (Friedrichsberg)
- Podjenin (Unter Gennin)
- Racław (Ratzdorf)
- Roszkowice (Raumerswalde)
- Stanowice (Stennewitz, mit Herrenhaus Stennewitz)
- Wieprzyce Dolne (Nieder Wepritz)
- Włostów (Lossow)

Weitere Orte sind:
- Barcze (Barschwerder)
- Dębrzynka (Eichwerder)
- Dobrobądz (Bayershorst)
- Gąśnik (Unter Mühle)
- Głogówko (Karlsfelde)
- Glożyna (Friedrichsthal)
- Gorzębia (Bergenhorst)
- Jądrzewie (Cocceji Stubbenhagen)
- Jeninca (Christiansburg)
- Jeninca (Friedrichshorst)
- Krajnica (Kranichshorst)
- Lewno (Liebenower Wiesen)
- Łowęcice (Schlangenwerder)
- Marwica Mała (Klein Marwitz)
- Mielak (Mittelmühle)
- Nałęczyn (Hammerecke)
- Nowy Jenin (Neu Gennin)
- Osica (Christinenhof)
- Racławek (Ratzdorfer Wiese)
- Staniewiczki (Stennewitzer Hütte)
- Strzegowa (Klementenschleuse)
- Trząśnik (Obermühle)
- Trzęsów (Ludwigsthal)
- Wyrwin (Reißaus)
- Zosinek (Sophienaue)

## Verkehr
Der Hauptort liegt an der Droga wojewódzka 132 (ehemals Reichsstraße 1). An der Bahnstrecke Tczew–Küstrin-Kietz Grenze, der früheren Preußischen Ostbahn, liegen die Bahnstationen Bogdaniec (Düringshof) und Łupowo (Loppow). Heute findet hier noch regionaler Schienenverkehr statt.
Seit dem 11. Dezember 2016 fährt täglich morgens ein Zug der deutschen Regionalbahn-Linie RB 26 von Gorzów Wielkopolski über Kostrzyn nad Odrą (Küstrin) nach Berlin; er fährt abends zurück.

## Persönlichkeiten
- Hermann Teuchert (1880–1972), Germanist; geboren in Loppow
- Gottfried Kiesow (1931–2011), Denkmalpfleger und bis 2010 Vorsitzender der Deutschen Stiftung Denkmalschutz; geboren in Alt Gennin.